# 田中完一
田中 完一（たなか さだかず、1923年（大正12年）8月29日 - 1985年（昭和60年）7月8日）は、日本の自然保護運動家、医師である。

## 経歴・人物
宮城県志津川町（現在の南三陸町）に生まれる。実家は個人経営の病院であり日本大学医学部に入学し、卒業後は故郷に帰省し家業を継ぐため当病院の医師として活動した。
その後独立して田中自身が開業した病院を建てた後に、1953年（昭和28年）に医師として勤務す傍らに子供たちを中心に愛鳥教育を行う目的で私有財産を投資して「志津川愛鳥会」の設立に携わる。その後は野鳥の保護活動やその業績を描いた著書の執筆も行った。

## 著書
- 『野鳥は空に花は野に』
- 『鶏きち藪医』